# Bí mật cây cầu cũ
Bí mật cây cầu cũ (tiếng Tây Ban Nha: El secreto de Puente Viejo) là một bộ phim telenovela của hãng Boomerang TV, trình chiếu lần đầu vào ngày 23 tháng 2 năm 2011 và kết thúc vào ngày 20 tháng 5 năm 2020. Đây là bộ phim truyền hình dài tập của Tây Ban Nha với độ dài 50 phút/tập. Phim đã làm mưa làm gió ở hơn 30 quốc gia trên thế giới với lượt rating đạt 35% - mức cao kỷ lục cho khung giờ phát sóng buổi chiều.
Khi phát sóng lần đầu tiên trên kênh truyền hình Antena 3 tại Tây Ban Nha, phim đạt mức rating bình quân cao kỷ lục cho khung giờ phát sóng buổi chiều. Ngoài ra, phim còn được chiếu tại gần 50 quốc gia trên khắp thế giới và nhận được nhiều đề cử giải thưởng tại các nước đã công chiếu như: phim truyền hình hay nhất, nữ diễn viên chính xuất sắc nhất, nam diễn viên chính xuất sắc nhất, hình ảnh phim đẹp nhất, nhạc phim hay nhất… 
Tại Việt Nam, phim được phát sóng từ ngày 1/4/2017 đến 15/4/2018 vào lúc 23h15 hàng ngày trên VTV2 (200 tập đầu). Bắt đầu từ tập 201 (16/4/2018), bộ phim chuyển sang phát sóng vào lúc 13h45 từ thứ 2 đến thứ 6 trên kênh VTV3. Phần tiếp theo của bộ phim "Bí mật cây cầu cũ" được đổi tên gọi mới mang tên Phía sau một tình yêu tiếp nối từ tập 1051 (phát sóng vào ngày 19/7/2021). Tập 1909 (phát sóng vào ngày 31/10/2024) đã chính thức khép lại sau hơn 7 năm phát sóng bộ phim.

## Nội dung
Nội dung bộ phim xoay quanh nhân vật chính Pepa Balmes và tình yêu ngang trái của cô. Pepa – vốn là một cô gái trẻ xinh đẹp và đầy cá tính. Khi cô làm việc cho một gia đình giàu có, tình yêu khờ dại của cô với ông chủ đã đem lại cho cô một kết cục bi đát: Có thai với ông chủ, bị bà chủ cướp mất đứa con. 
Bí mật cây cầu cũ là bộ phim được yêu thích nhất tại Tây Ban Nha nhiều năm liền với lượng người xem trung bình lên đến 1.685.000 người mỗi tập. Phim được bình chọn là phim truyền hình Tây Ban Nha xuất sắc nhất năm cùng các giải thưởng phụ như: Kịch bản lôi cuốn nhất, nhạc phim truyền hinh hay nhất, hình ảnh phim đẹp nhất, diễn viên chính được yêu thích nhất...
Bí mật cây cầu cũ được điều tiết thành loạt phim truyền hình dài tập với các mùa nối tiếp nhau, mỗi mùa gồm 65 tập phim. Bộ phim lấy bối cảnh thôn trang Tây Ban Nha thập niên 1900 với những câu chuyện về gia đình, tình yêu, những âm mưu, toan tính và cả những bi kịch. Phim tái hiện những câu chuyện của cuộc sống thường ngày với cốt truyện tiếp nối qua các mùa.
Phim có cấu trúc của một bộ phim kịch nhiều kỳ, đó là một câu chuyện thường ngày với nội dung tiếp diễn, tuy nhiên, một thứ không bao giờ thay đổi trong loạt phim chính là bối cảnh của thị trấn với cây cầu cũ đầy kỉ niệm, nơi chứng khiến câu chuyện về tình yêu bị ngăn cấm của các nhân vật chính. Mặc dù cốt truyện tôn trọng sự tiếp nối, mỗi mùa đều có kết thúc với cảnh vách đá trong câu truyện của Bí mật cây cầu cũ. Trong các tình tiết cao trào của bộ phim, nhân vật chính đều phải trải qua những thay đổi đánh dấu cho câu chuyện xảy ra ở mùa tiếp theo. Những giây phút sôi động, các cảnh quay khó có thể đoán trước như: Cái chết, sự sống, giết người và cả sự chia ly. Bí mật cây cầu cũ như là phép cộng của tất cả những điều ly kỳ xoay quanh cuộc đời nhân vật chính, Pepa Balmes và mối tình bị ngăn cấm của cô với Tristan.

## Diễn viên

### Diễn viên chính hiện tại
| Diễn viên           | Nhân vật             | Tập    |
| ------------------- | -------------------- | ------ |
| María Bouzas        | Francisca Montenegro | 1 –    |
| Ramón Ibarra        | Raimundo Ulloa       | 1 –    |
| Selu Nieto          | Hipólito Mirañar     | 1 –    |
| Maribel Ripoll      | María Dolores Asenjo | 1 –    |
| Mario Zorrilla      | Mauricio Godoy       | 836 –  |
| Iván Montes         | Matías Castañeda     | 950 –  |
| José Gabriel Campos | Onésimo Fernández    | 1269 – |
| Paula Ballesteros   | Marcela del Molino   | 1651 – |
| César Capilla       | Tiburcio Comino      | 1713 – |
| Silvia Marsó        | Isabel de los Visos  | 2161 – |
| Manuel Regueiro     | Ignacio Solozábal    | 2161 – |
| Sara Sanz           | Rosa Solozábal       | 2161 – |
| Berta Castañé       | Carolina Solozábal   | 2161 – |
| Laura Minguell      | Marta Solozábal      | 2161 – |
| Adrián Pedraja      | Adolfo de los Visos  | 2161 – |
| Alejandro Vergara   | Tomás Solozábal      | 2161 – |
| Almudena Cid        | Manuela Sánchez      | 2161 – |
| Adrián Exposito     | Pablo Centeno        | 2161 – |
| Ángel H. Sánchez    | Jesús Urrutia        | 2161 – |
| Arantxa Aranguren   | Encarnación Iglesia  | 2161 – |
| Roser Tapias        | Alicia Urrutia       | 2161 – |
| Andrés Suárez       | Filiberto            | 2161 – |
| Carles Sanjaime     | Eugenio Huertas      | 2161 – |
| Toni Salgado        | Iñigo Marqueda       | 2161 – |
| Lucía Caraballo     | Antoñita Malo        | 2161 – |

### Diễn viên chính trước đó
| Diễn viên              | Nhân vật               | Tập                      |
| ---------------------- | ---------------------- | ------------------------ |
| Sara Ballesteros       | Angustias Osorio †     | 1 – 57                   |
| Xosé Barato            | Alberto Guerra †       | 58 – 127                 |
| Pablo Espinosa         | Ramiro Castañeda       | 1 – 179                  |
| Cuca Escribano         | Agueda Molero †        | 180 – 260                |
| Pablo Castañón         | Sebastián Ulloa †      | 58 – 260                 |
| Leonor Martín          | Gregoria Casas         | 136 – 365                |
| Jonás Beramí           | Juan Castañeda †       | 1 – 365                  |
| Andrea Duro            | Enriqueta              | 261 – 365                |
| Megan Montaner         | Pepa Aguirre †         | 1 – 381                  |
| Miguel García Borda    | Roque Fresnedoso       | 382 – 530                |
| Diana Gómez            | Pía Toledano           | 382 – 530                |
| Victoria Camps Medina  | Jacinta Ramos †        | 531 – 617                |
| Álex Gadea             | Tristán Ulloa †        | 1 – 666                  |
| Charlotte Vega         | Rita Aranda †          | 571 – 750                |
| Iago García            | Olmo Mesía †           | 180 – 570 / 651 – 750    |
| Alejandra Onieva       | Soledad Castro         | 1 – 570 / 651 – 780      |
| Jonás Berami           | Simón Cármeta          | 751 – 780                |
| Juli Cantó             | Fulgencio Montenegro   | 781 – 835                |
| Jorge Pobes            | Anibal Buendía         | 571 – 835                |
| Javier Abad            | Isidro Buendía †       | 571 – 835                |
| Mercedes León          | Bernarda Jiménez †     | 781 – 949                |
| Blanca Parés           | Quintina Mirañar †     | 751 – 999                |
| Rubén Serrano          | Conrado Buenaventura † | 836 – 1029               |
| Ariadna Gaya           | Aurora Ulloa           | 618 – 1136               |
| Fariba Sheikhan        | Inés Lagar †           | 881 – 1136               |
| Enric Benavent         | Pedro Mirañar †        | 1 – 1136                 |
| Francisco Ortiz        | Bosco Ulloa †          | 836 – 1230               |
| María de Nati          | Prado Castañeda        | 1137 – 1268              |
| Carlota Baró           | Mariana Ortuño †       | 1 – 1351                 |
| Jaime Lorente          | Elías Mato †           | 1269 – 1425              |
| Álvaro Morte           | Lucas Moliner          | 973 – 1500               |
| Adriana Torrebejano    | Sol Santacruz †        | 1137 – 1500              |
| Adelfa Calvo           | Rosario Pacheco        | 1 – 1500                 |
| Carlos de Austria      | Cristóbal Castro       | 1426 – 1606              |
| Sandra González Garzón | Ana Uriarte †          | 1607 – 1621              |
| Ángel de Miguel        | Hernando Dos Casas     | 1269 – 1650              |
| Giulia Charm           | Beatriz Dos Casas      | 1271 – 1650              |
| Yara Puebla            | Camila Mella           | 1271 – 1650              |
| Aída de la Cruz        | Candela Mendizábal †   | 506 – 1500 / 1607 – 1712 |
| Alejandro Sigüenza     | Nicolás Ortuño         | 836 – 1351 / 1501 – 1820 |
| Sandra Cervera         | Emilia Samaniego       | 1 – 1846                 |
| Fernando Coronado      | Alfonso Castañeda      | 1 – 1846                 |
| Jordi Coll             | Martín Castro          | 382 – 949 / 1911 – 1940  |
| Mario Martín           | Anselmo Salvide        | 1 – 2049                 |
| Marta Tomasa Worner    | Fe Pérez               | 781 – 2049               |
| Claudia Galán          | Julieta Uriarte        | 1607 – 2049              |
| Rubén Bernal           | Saúl Ortega            | 1607 – 2049              |
| Ibrahim Al Shami       | Isaac Guerrero         | 1835 – 2144              |
| María Lima             | Antolina Ramos †       | 1835 – 2144              |
| Alejandra Meco         | Elsa Laguna            | 1866 – 2144              |
| Raúl Peña              | Carmelo Leal           | 950 – 2160               |
| Chico García           | Severo Santacruz       | 950 – 2160               |
| Carmen Canivell        | Gracia Hermosa †       | 1137 – 2160              |
| Miguel Uribe           | Berengario Soto        | 1269 – 2160              |
| Trinidad Iglesias      | Consuelo Uriarte       | 1607 – 2160              |
| José Milán             | Prudencio Ortega       | 1607 – 2160              |
| Ruth Llopis            | Adela de Jano †        | 1607 – 2160              |
| Roberto Saiz           | Melitón Melquíades †   | 1713 – 2160              |
| Rebeca Sala            | Irene Campuzano        | 1821 – 2160              |
| Carlos Serrano         | Fernando Mesía †       | 382 – 750 / 1847 – 2160  |
| Loreto Mauleón         | María Ulloa            | 382 – 999 / 1941 – 2160  |
| Lucía Margo            | Dolores "Lola" Mendaña | 2050 – 2160              |

### Vai chính
- María Bouzas - Doña Francisca Montenegro vda. de Castro y de Castro (Từ tập 1 trở đi)
- Ramón Ibarra - Don Raimundo Ulloa Gormaz (Từ tập 1 đến tập 870; Từ tập 932 trở đi)
- Sandra Cervera - Doña Emilia Samaniego de Castañeda / Doña Emilia Ulloa Balboa de Castañeda (Từ tập 1 trở đi)
- Fernando Coronado - Don Alfonso Castañeda Pacheco (Từ tập 1 trở đi)
- Maribel Ripoll - Doña María Dolores Asenjo de Mirañar (Từ tập 1 trở đi)
- Selu Nieto - Don Hipólito Mirañar Asenjo (Từ tập 1 trở đi)
- Mario Martín - Padre Don Anselmo Salvide (Từ tập 1 trở đi)
- Mario Zorrilla - Mauricio Godoy (Từ tập 1 trở đi)
- Alejandro Sigüenza - Don Nicolás Ortuño Martínez (Trong các tập 627-637; 672-695; 721-735; 749-752; 794-801; 826-1340; và từ 1390 trở đi)
- Marta Tomasa Worner - Fe (Capítulo 776-1100, 1222-¿?)
- Iván Montes - Matías Castañeda Ulloa (Capítulo 902-¿?)
- Raul Peña - Don Carmelo Leal (Capítulo 921-¿?)
- Carmen Canivell - Doña Gracia Hermosa de Mirañar (Capítulo 1030-¿?)
- José Gabriel Campos - Onésimo Fernández Mirañar (Capítulo 1161-¿?)
- Miguel Uribe - Padre Don Berengario (Capítulo 1245-¿?)
- Ángel de Miguel - Don Hernando Dos Casas (Capítulo 1258-¿?)
- Yara Puebla - Doña Camila Mella de Dos Casas / Doña Camila Valdesalce de Dos Casas (Capítulo 1270-¿?)
- Carlos de Austria -  Don Cristóbal Castro / Don Cristóbal Garrigues (Capítulo 1330-1456; 1485-¿?)

### Vai phụ
- Miguel Mota - Doctor Zabaleta (Capítulo 826-832; 873-892; 937-945; 963-970; 1041-1044; 1452-1454; 1491-1499; 1518-1523; 1536-¿?)
- Chloe Lázaro - Juana "Juanita" Ortuño Castañeda (Capítulo 1205-1340; 1390-¿?)
- Ruth Llopis - Doña Adela De Jano vda. de Talavera (Capítulo 1456-¿?)
- Chanel Terrero - Lucía Torres (Capítulo 1525-¿?)
- Paula Ballesteros - Marcela (Capítulo 1530-¿?)
- Anmi Lamar - Eusebio (Capítulo 1537-¿?)
- ¿? - Paco del Molino (Capítulo 1552-¿?)
- Chico García - Don Severo Santacuz (capítulo 921-1512; 1570-¿?)

## Khái quát các mùa
| Mùa   | Số tập | Bắt đầu              | Kết thúc             | Tỷ suất người xem | Tỷ suất người xem | Tỷ suất người xem |
| Mùa   | Số tập | Bắt đầu              | Kết thúc             | Viewers           | Share             |                   |
| ----- | ------ | -------------------- | -------------------- | ----------------- | ----------------- | ----------------- |
| 1     | 381    | 23 tháng 2 năm 2011  | 21 tháng 8 năm 2012  | 1.615.000         | 14,5%             |                   |
| 2     | 200    | 22 tháng 8 năm 2012  | 6 tháng 6 năm 2013   | 1.960.000         | 15,4%             |                   |
| 3     | 85     | 7 tháng 6 năm 2013   | 4 tháng 10 năm 2013  | 1.940.000         | 15,2%             |                   |
| 4     | 169    | 7 tháng 10 năm 2013  | 9 tháng 6 năm 2014   | ?                 | ?                 |                   |
| 5     | 195    | 10 tháng 6 năm 2014  | 16 tháng 3 năm 2015  | ?                 | ?                 |                   |
| 6     | 200    | 17 tháng 3 năm 2015  | 28 tháng 12 năm 2015 | ?                 | ?                 |                   |
| 7     | 254    | 29 tháng 12 năm 2015 | 3 tháng 1 năm 2017   | ?                 | ?                 |                   |
| 8     | 121    | 4 tháng 1 năm 2017   | 26 tháng 6 năm 2017  | ?                 | ?                 |                   |
| 9     | 225    | 27 tháng 6 năm 2017  | 23 tháng 5 năm 2018  | ?                 | ?                 |                   |
| 10    | 219    | 24 tháng 5 năm 2018  | 3 tháng 4 năm 2019   | ?                 | ?                 |                   |
| 11    | 111    | 4 tháng 4 năm 2019   | 10 tháng 9 năm 2019  | ?                 | ?                 |                   |
| 12    | 165    | 11 tháng 9 năm 2019  | 20 tháng 5 năm 2020  | ?                 | ?                 |                   |
| Total | 2324   | 23 tháng 2 năm 2011  | 20 tháng 5 năm 2020  | —                 | —                 |                   |

## Giải thưởng

### Premios TP de Oro
| Year | Category                  | Nominated work             | Result |
| ---- | ------------------------- | -------------------------- | ------ |
| 2011 | Best telenovela or series | El secreto de Puente Viejo | Đề cử  |

### Fotogramas de Plata
| Year | Category                | Nominated work | Result |
| ---- | ----------------------- | -------------- | ------ |
| 2012 | Best television actress | María Bouzas   | Đề cử  |

### Premio Asturias
| Year | Category                       | Nominated work | Result    |
| ---- | ------------------------------ | -------------- | --------- |
| 2012 | Asturian character of the year | Pablo Castañón | Đoạt giải |

### Premios Iris
| Year | Category                  | Nominated work        | Result |
| ---- | ------------------------- | --------------------- | ------ |
| 2012 | Best screenplay           | Supporting screenplay | Đề cử  |
| 2012 | Best Music for Television | Álex Conrado          | Đề cử  |

### Festival MadridImagen
| Year | Category                      | Nominated work                | Result |
| ---- | ----------------------------- | ----------------------------- | ------ |
| 2013 | Best Spanish TV Series Season | Best Spanish TV Series Season | Đề cử  |

### Premios Jóvenes D.O. La Mancha
| Year | Category                       | Nominated work | won       |
| ---- | ------------------------------ | -------------- | --------- |
| 2012 | Television and Performing Arts | Jordi Coll     | Đoạt giải |
| 2012 | Television and Performing Arts | Loreto Mauleón | Đoạt giải |

### European Soap Fan Day
| Year | Category                   | Nominated work             | Result    |
| ---- | -------------------------- | -------------------------- | --------- |
| 2013 | Best TV Series of the Year | Best TV Series of the Year | Đoạt giải |
| 2013 | Best Foreign TV Actor      | Álex Gadea                 | Đoạt giải |

### Premio Magazine Estrella Distinción Especial
| Year | Category    | Nominated work                | Result    |
| ---- | ----------- | ----------------------------- | --------- |
| 2011 | Best Actors | Megan Montaner and Álex Gadea | Đoạt giải |

### Premio Paco Rabal
| Year | Category    | Nominated work             | Result    |
| ---- | ----------- | -------------------------- | --------- |
| 2014 | Best Series | El secreto de Puente Viejo | Đoạt giải |

### Premio CENCOR
| Year | Category     | Nominated work | Result    |
| ---- | ------------ | -------------- | --------- |
| 2013 | Best Actress | Sandra Cervera | Đoạt giải |

### Premios Neox Fan Awards
| Year | Category       | Nominated work                | Result    |
| ---- | -------------- | ----------------------------- | --------- |
| 2015 | Best Actress   | Adriana Torrebejano           | Đoạt giải |
| 2014 | Best Actor     | Jordi Coll                    | Đoạt giải |
| 2014 | Best Actress   | Loreto Mauleón                | Đề cử     |
| 2014 | Best TV series | El secreto de Puente Viejo    | Đề cử     |
| 2014 | Best Kiss      | Jordi Coll and Loreto Mauleón | Đề cử     |
| 2013 | Best TV series | El secreto de Puente Viejo    | Đề cử     |
| 2013 | Best Actor     | Álex Gadea                    | Đề cử     |

### Premios Andalucía
| Year | Category                      | Nominated work | Result    |
| ---- | ----------------------------- | -------------- | --------- |
| 2015 | Andaluz Character of the Year | Chico García   | Đoạt giải |

### Premio Catalunya
| Year | Category        | Nominated work | Result    |
| ---- | --------------- | -------------- | --------- |
| 2015 | Best TV Actress | María Bouzas   | Đoạt giải |

### Premios Grand Prix Corallo Italia
| Year | Category        | Nominated work             | Result    |
| ---- | --------------- | -------------------------- | --------- |
| 2015 | Best TV Series  | El secreto de Puente Viejo | Đoạt giải |
| 2015 | Best TV Actress | María Bouzas               | Đoạt giải |

### Premios Unión de Actores
| Year | Category                 | Nominated work      | Result       |
| ---- | ------------------------ | ------------------- | ------------ |
| 2015 | Best Protagonist Actress | María Bouzas        | Chưa công bố |
| 2015 | Best Supporting Actor    | Selu Nieto          | Chưa công bố |
| 2015 | Best Supporting Actor    | Mario Martín        | Chưa công bố |
| 2015 | Best Supporting Actress  | Sandra Cervera      | Chưa công bố |
| 2015 | Best Supporting Actress  | Carlota Baró        | Chưa công bố |
| 2015 | Best Supporting Actor    | Ramón Ibarra Robles | Chưa công bố |
| 2015 | Best Supporting Actor    | Enric Benavent      | Chưa công bố |
| 2015 | Best Main Actor          | Boré Buika          | Chưa công bố |

## Chuyển thể
- Televisa en México adquirió los derechos de la serie para producir su propia versión en el 2016.

## Phát sóng tại Việt Nam
| Kênh phát sóng    | Giờ phát sóng                                         | Thời gian phát sóng (theo ngày) | Ghi chú                           |
| ----------------- | ----------------------------------------------------- | ------------------------------- | --------------------------------- |
| VTV2              | 23:15 hàng ngày                                       | 1/4 - 8/8/2017                  | Phát sóng 200 tập đầu             |
| VTV2              | 22:40 hàng ngày                                       | 27/9/2017 - 15/4/2018           | Phát sóng 200 tập đầu             |
| VTV3              | 13:45 từ thứ Hai đến thứ Sáu (phát lại 08:20 hôm sau) | 16/4/2018 - 31/10/2024          | Phát sóng từ tập 201 đến tập 1909 |
| HTV Key (HTV4 cũ) | 21:00 hàng ngày                                       | 1/10/2017 - 27/10/2019          | Phim tạm dừng sau tập 565         |
| VTV Cần Thơ       | 08:30 hàng ngày (2 tập/ngày)                          | 15/10/2023 - 24/11/2024         | Phát lại từ tập 1115 đến tập 1909 |